# Vulcano/Stranger Boy
Vulcano/Stranger Boy è il 57º singolo di Mina, pubblicato il 21 ottobre del 1963 su vinile a 45 giri dall'etichetta Italdisc.

## Il disco
Ne esiste una versione promozionale per jukebox (NON in vendita) con identico numero di catalogo.
Ha un'unica copertina ufficiale Archiviato l'8 aprile 2023 in Internet Archive..
Stampato e distribuito in Germania nel 1963 (Polydor 52265) con copertina diversa, ma del tutto simile a quella del singolo del precedente.
L'anno seguente è stato pubblicato anche in Giappone (MGM Records LL-5034).
Tony De Vita, cui si devono gli arrangiamenti, e la sua orchestra accompagnano Mina.
Le canzoni fanno parte della raccolta su CD Ritratto: I singoli Vol. 2 del 2010.
Vulcano è presente soltanto sull'album/raccolta ufficiale del 1964 20 successi di Mina.
Stranger Boy, che nonostante il titolo in inglese ha il testo ed è cantata in italiano, è stata invece inserita in più di un album ufficiali:

nel 1963 in Stessa spiaggia, stesso mare e l'anno dopo in Mina Nº 7.

## Tracce
Lato A
1. Vulcano – 2:34 (testo: Mogol, Miki Del Prete – musica: Pino Massara; edizioni musicali M.E.C. / Ariston)

Lato B
1. Stranger Boy – 3:01 (testo: Leo Chiosso – musica: Umberto Prous; edizioni musicali Orchestralmusic)